# Мангуп (песма)
Мангуп је песма југословенске поп-рок групе Сребрна крила којом је представљала своју државу на музичком такмичењу Песма Евровизије (Евросонг) 1988. у Даблину. Музику за песму је компоновао Рајко Дујмић, а текст је поред Дујмића писао и Стево Цвикић. Оркестром је током извођења уживо дириговао маестро Никица Калогјера. Ово је био осми пут да је ТВ Загреб делегирао југословенског представника на овом такмичењу.
Право да наступи на Евросонгу, група Сребрна крила је остварила победом на југословенском националном избору — Југовизији — који је те године одржан 12. марта у Љубљани. На фестивалу је учествовало укупно 15 композиција, а песма Мангуп убедљиво је освојила прво место са 87 бодова — 26 бодова више од другопласираног Оливера Драгојевића. 
Финале Евросонга те године одржано је 30. априла, а југословенски представници наступили су као последњи. Након гласања 21 националног жирија Југославија је добила поене од 14 држава, укључујући и три максималне оцене од исландског, данског и холандског жирија, што је било довољно за 6. место са укупно освојених 87 бодова.